# Heterachthes x-notatus
Heterachthes x-notatus är en skalbaggsart som först beskrevs av Linsley 1935.  Heterachthes x-notatus ingår i släktet Heterachthes och familjen långhorningar.
Artens utbredningsområde är:
- Belize.
- Guatemala.
- Honduras.

Inga underarter finns listade i Catalogue of Life.